# 蒂芬妮
Tiffany亦作Epiphany（於中文通常被翻譯為蒂芬妮），為女性人名，起源於希臘語中的“Theophania”，為慶祝小孩子出生時舉行慶典盛宴之意思。
相當於希臘男性名字塞奧法尼斯Theophanes，一般俗稱為法尼斯Phanis。

## 名為Tiffany的知名人士
- 蒂芬妮·沃德
- 蒂芬妮·川普
- 黃美英
- 蒂凡尼·格蘭特
- 提芬妮

## 相關參見
- 蒂芙尼公司
- 《第凡內早餐》（英語：Breakfast at Tiffany's）